# Čita (Aiči)
Čita (japonsky 知多市; Čita-ši, anglickým přepisem Chita) je japonské přístavní město v prefektuře Aiči, v provincii Owari. 1. dubna 1955 vznikl sloučením městysů Okada-čó (岡田町), Jawata-čó (八幡町) a Asahi-čó (旭町) městys Čita (知多町 – Čita-čó). V roce 1970 mu byl přidělen status města. Město dostalo název podle poloostrova Čita a i podle okresu Čita-gun (知多郡), jehož součástí byly dříve jeho části. V roce 2016 mělo město 84 782 obyvatel a celkovou rozlohu 45,90 km² (průměrná hustota obyvatel je 1850/km²). Od roku 2013 je starostou města Tošio Mijadžima (* 1948).

## Zeměpis
Město leží na severozápadní části poloostrova Čita, na východním břehu zálivu Ise (伊勢湾). Městem protékají řeky Šinano (信濃川), Minokawa (美濃川), Agui-gawa (阿久比川), Hinagagawa (日長川) a Jadagawa (矢田川). Na území města je několik rybníků, mezi nimi retenční nádrž Sóriike (佐布里池). Byly vytvořeny pro potřeby zemědělství. Jelikož město leží na mořském pobřeží, mají jeho kopce malou nadmořskou výšku, například kopec Takane (高根山) v části Jawata má 70 m n. m. V Čitě je přístav (pod správou města Nagoja).

## Školství
Ve městě je odborná škola pečovatelská, dvě vyšší střední školy, pět středních škol a deset základních škol.

## Doprava
Městem procházejí dvě železniční linie: Tokoname-sen (常滑線) se šesti nádražími a její odbočka Kówa-sen (河和線) s jedním nádražím. Tyto linky jsou napojeny na linku Nankó-sen (南港線) od Nagoje. Ve městě je 7 linií místní autobusové dopravy. Městem procházejí silniční tepny č. 155 a č. 247.

## Průmysl
Čita má průmyslové objekty zejména při pobřeží, mezi nimi jsou tepelné elektrárny, chemický a petrochemický průmysl a rafinerie. Vnitřní část města je spíše zemědělského charakteru, závislá na zavodňování. Mezi místní speciality patří devětsil japonský Petasites japonicus, zde nazývaný fuki (蕗) a šnytlík – malé cibulky.

## Zajímavé objekty
Ve městě je (nebo bylo) celkem 13 buddhistických chrámů (od 69. do 81.), příslušejících poutní řadě čtyř provincií poloostrova Čita z celkem 88: mezi nimi: Džikó-dži (慈光寺), Daiči-in (大智院), Džiun-dži (慈雲寺), Seikó-in (栖光院), mimo tuto řadu ještě chrám Daikó-dži (大興寺), šintoistická svatyně Musan-džindža (牟山神社). Dále je zde hrad Ókusa-džó (大草城) ze 16. století. Na území města je archeologická lokalita Nanamagari kojó atogun (七曲古窯址群), byly zde nalezeny zbytky kamen z 12. a 13. století. Jsou zde parky Šin Maiko přímořský park a Park zeleně a květin Fureai v městské čtvrti Sóri (佐布里区, dříve ves Sóri ještě před tím, než byla roku 1906 přivtělena do Jawaty (八幡)).

## Galerie

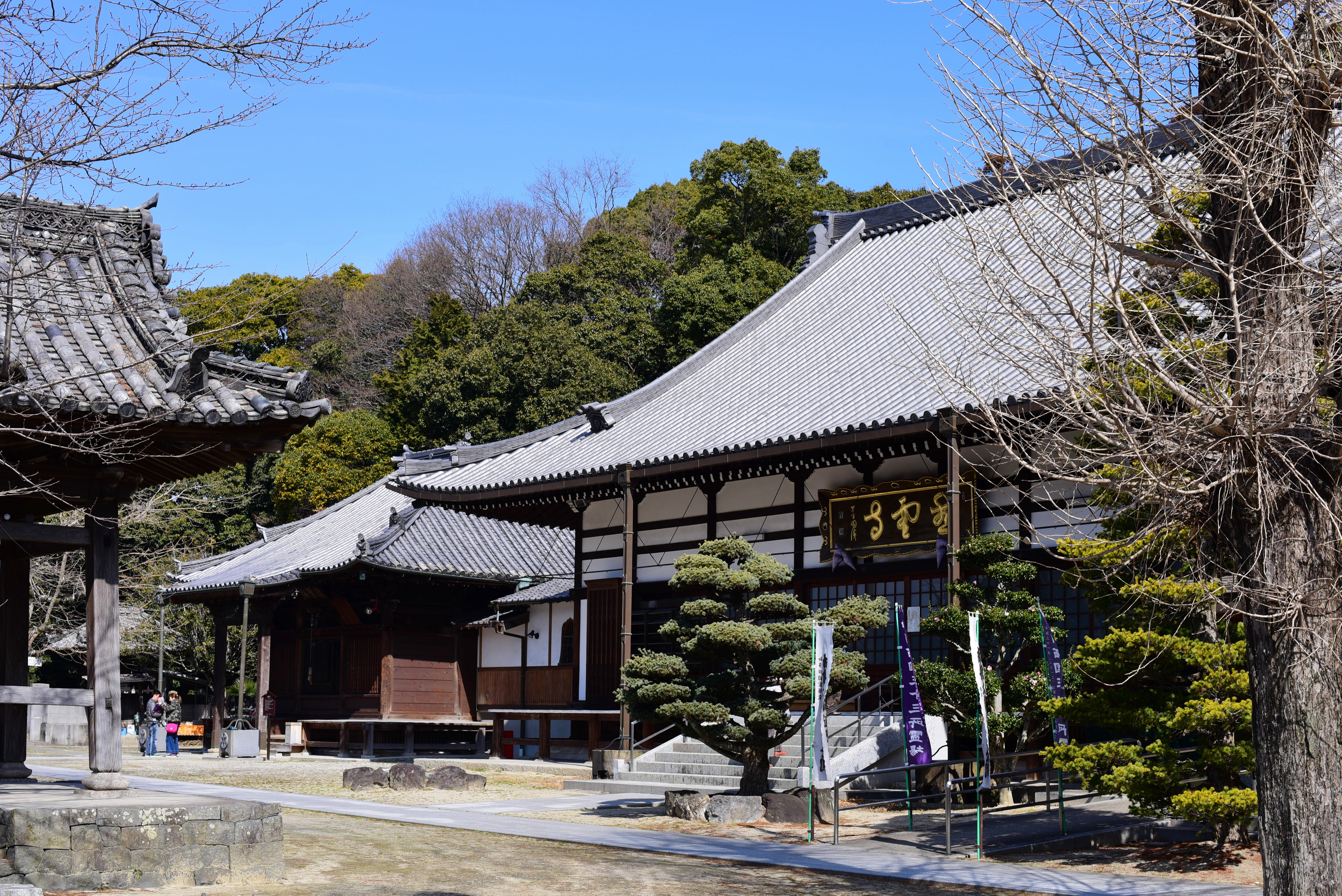
Chrám Džiun-dži (慈雲寺)
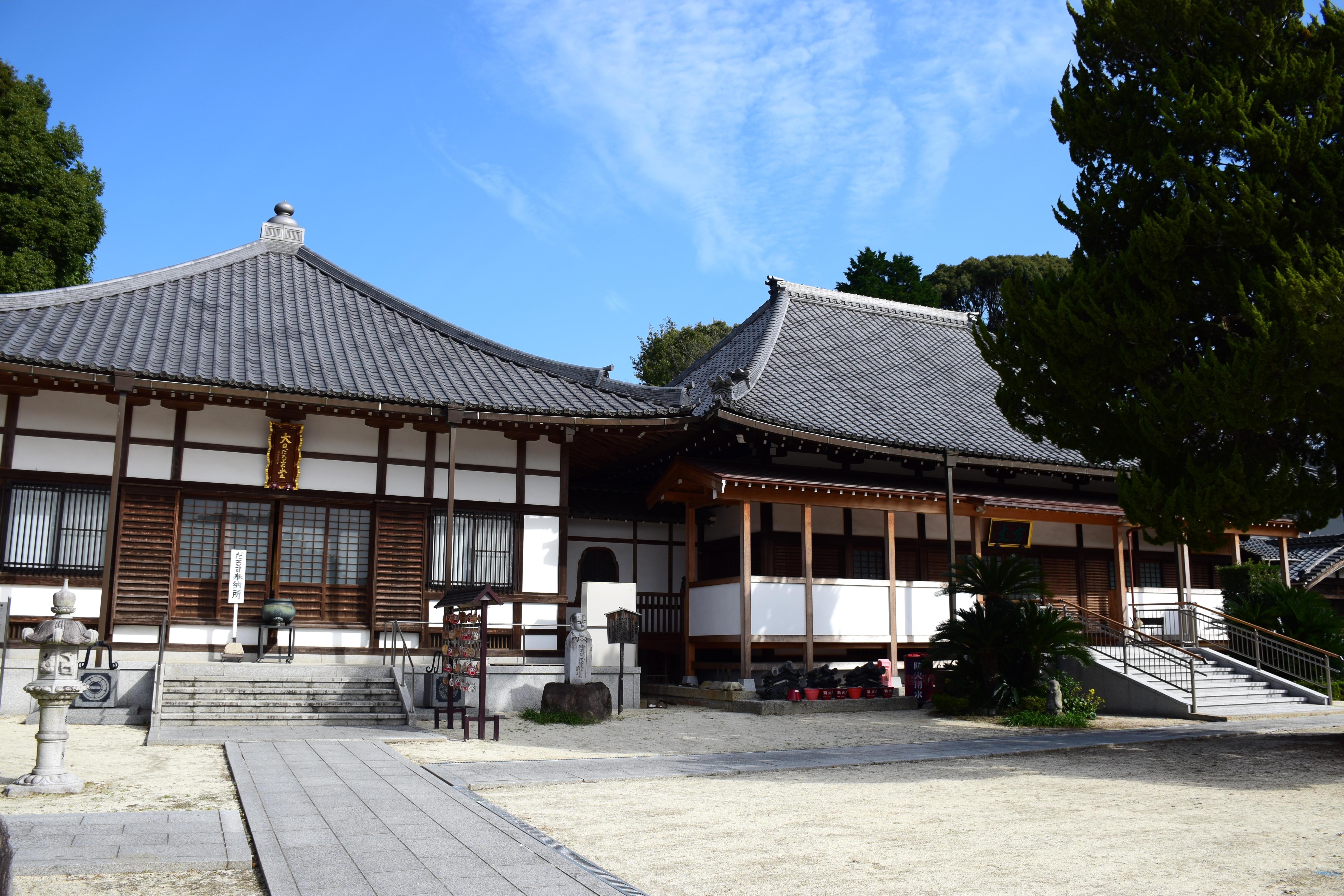
Chrám Džikó-dži (慈光寺)
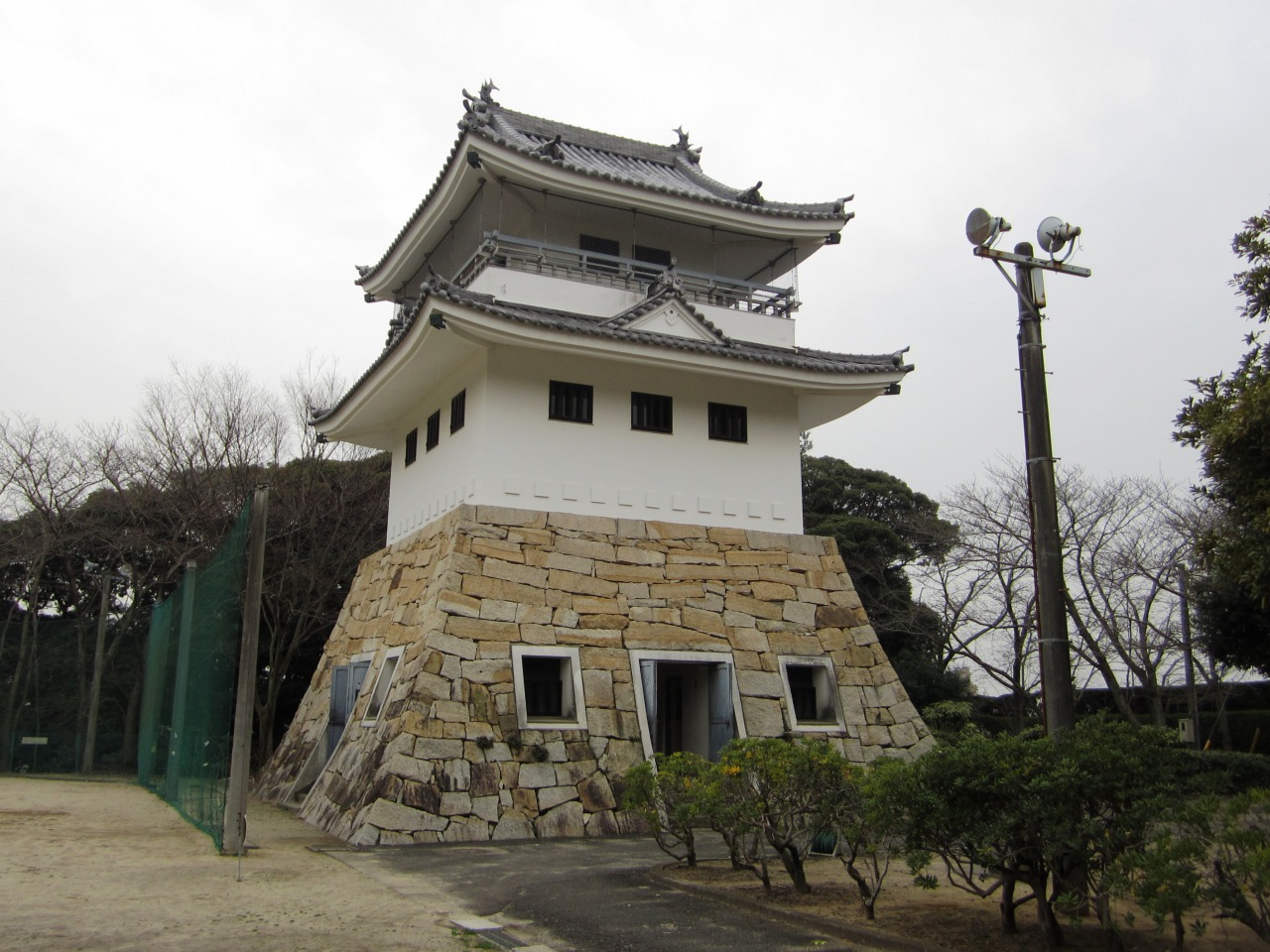
Hrad Ókusa-džó (大草城)
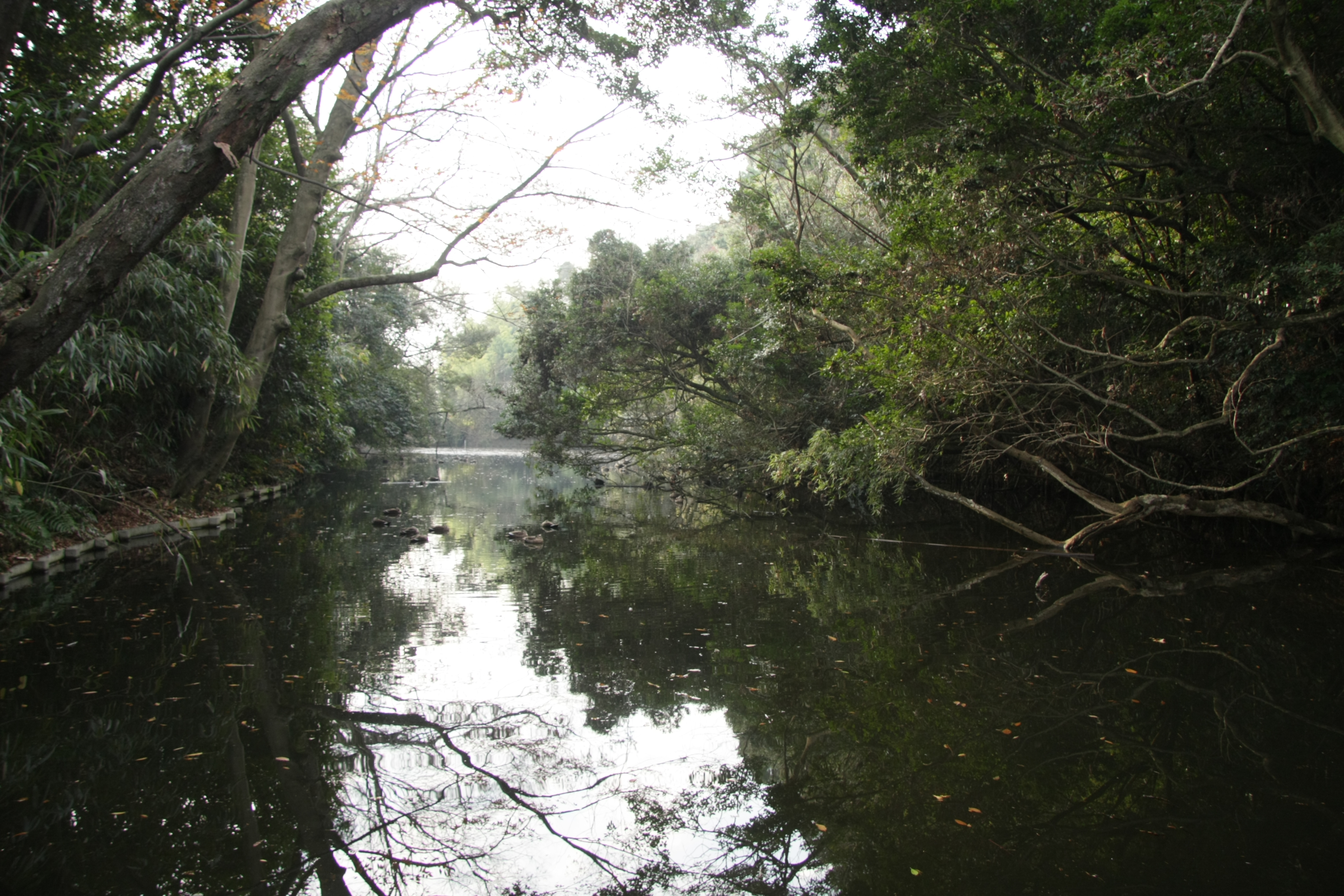
Vodní příkop kolem hradu Ókusa-džó (大草城)
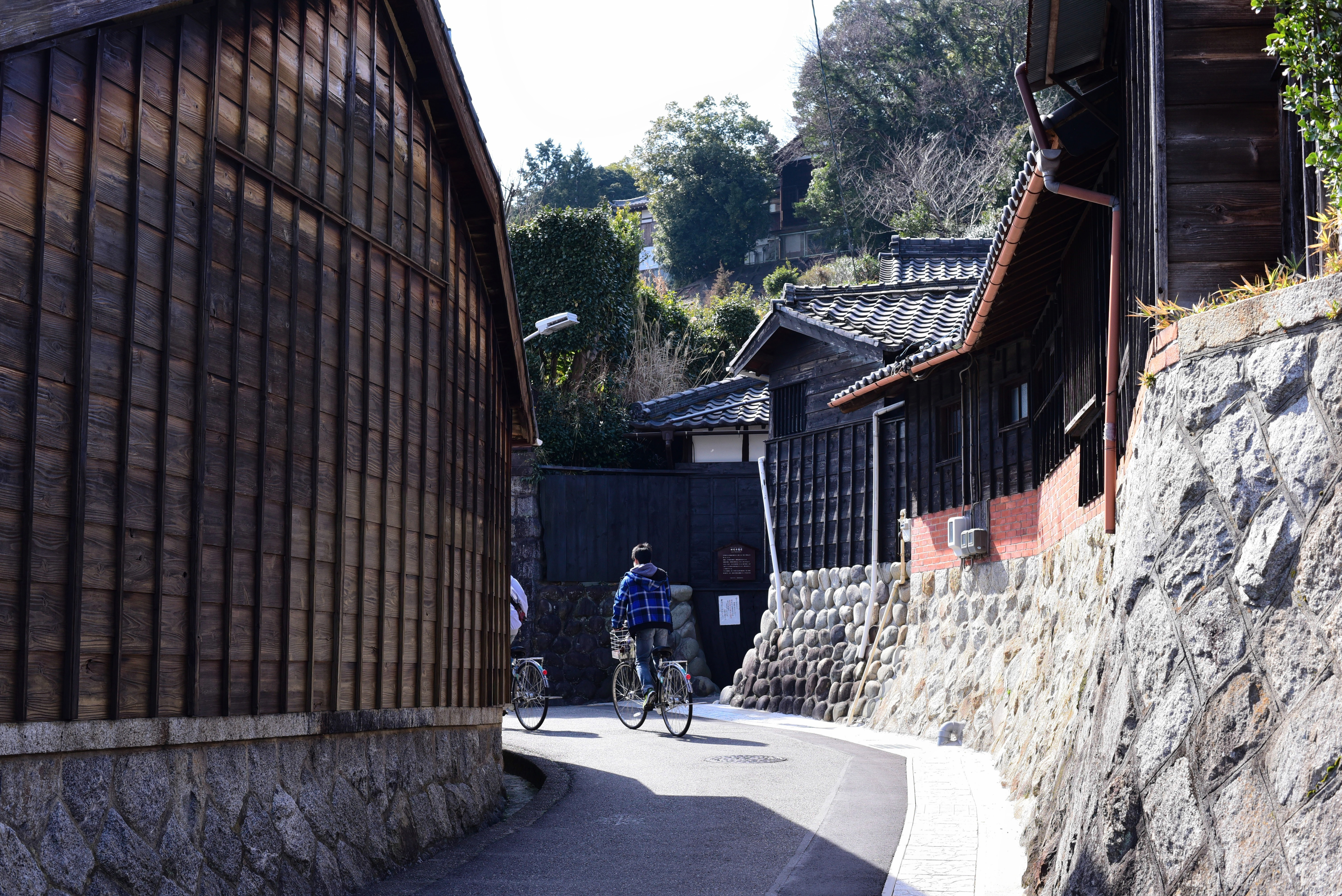
Ulička ve čtvrti Okada (岡田区)
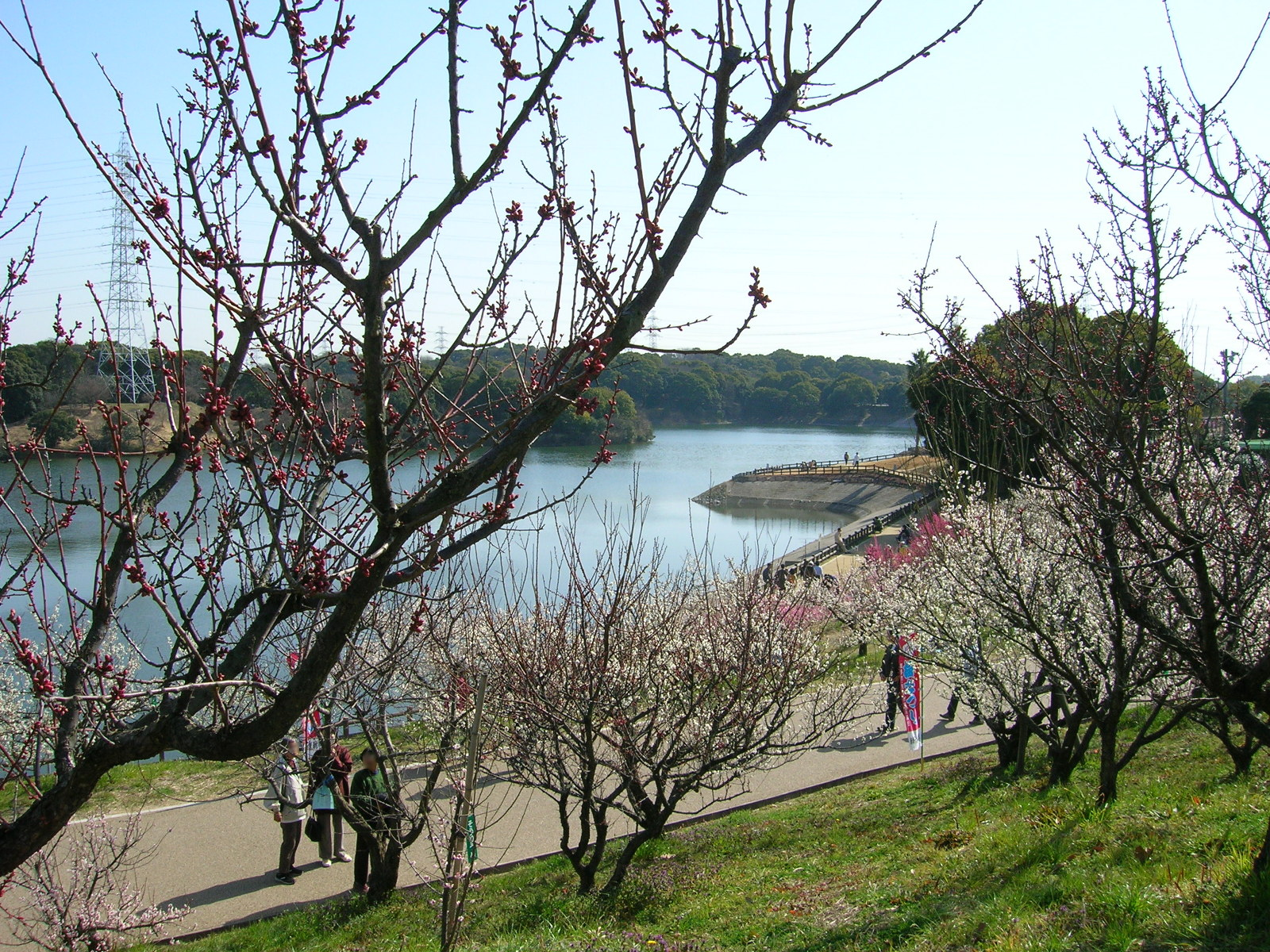
Retenční nádrž Sóriike (佐布里池)
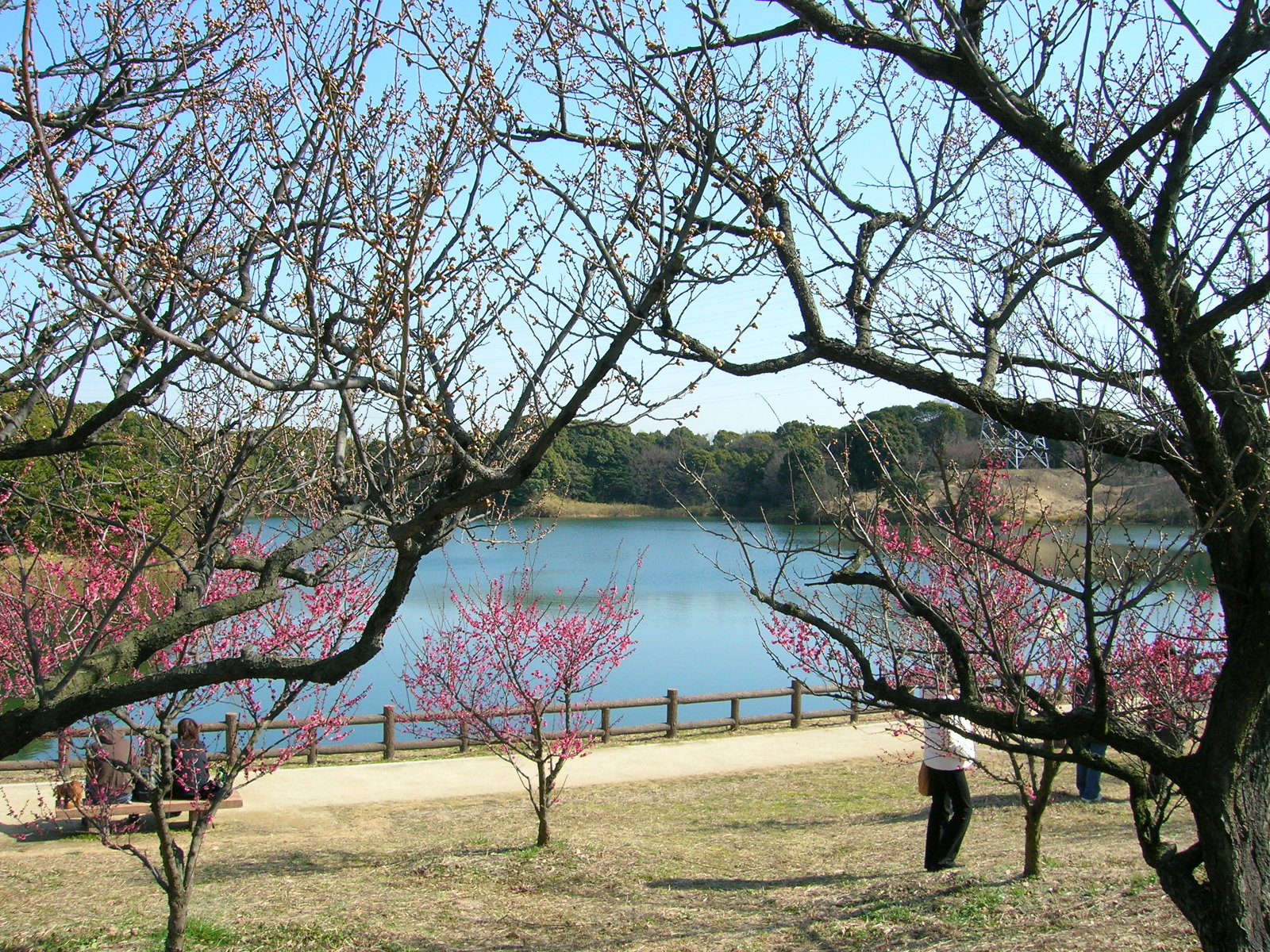
Retenční nádrž Sóriike (佐布里池)
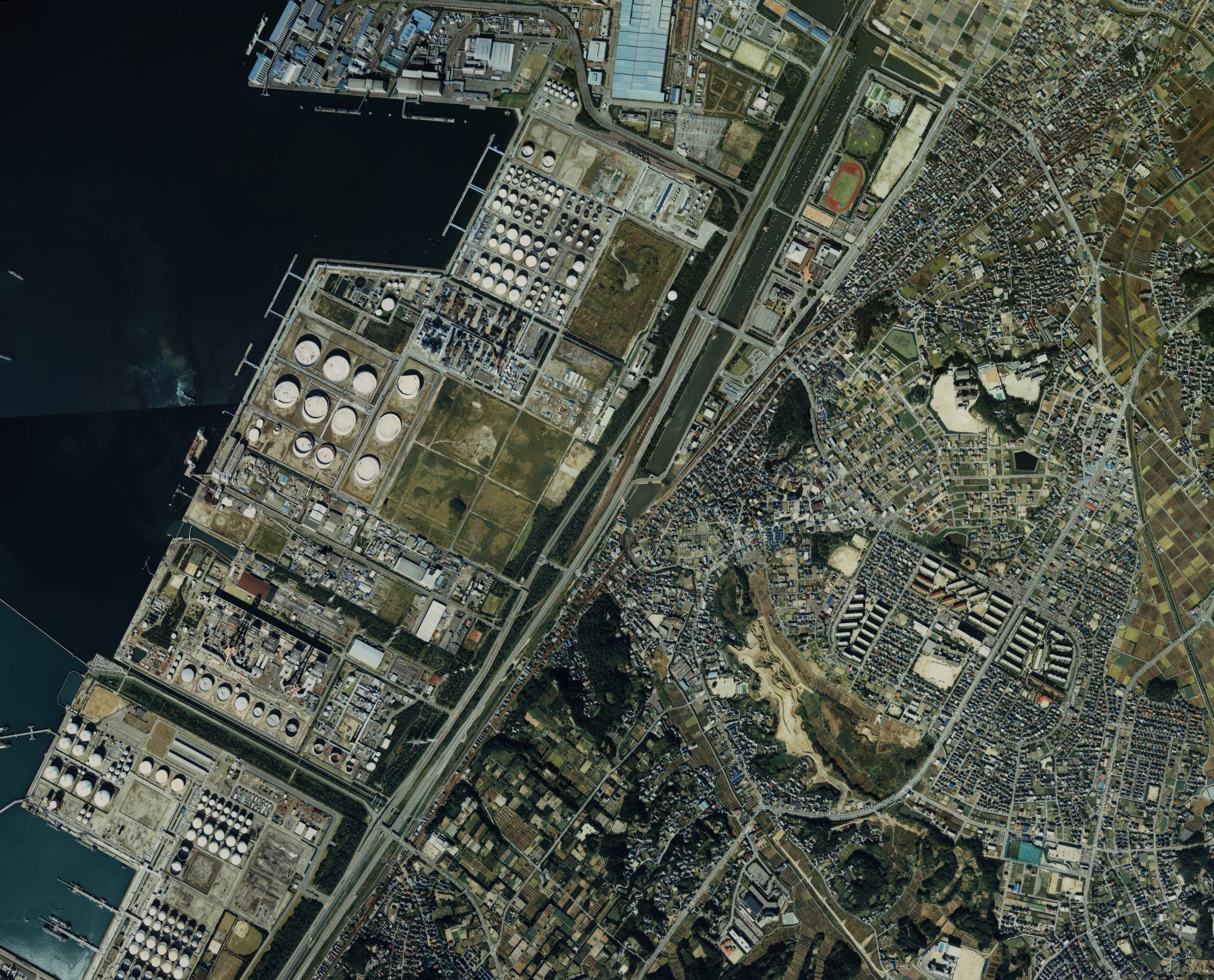
Letecký snímek Čity (1987)

## Partnerská města
| Město/*stát         | Znak | Stát     |
| ------------------- | ---- | -------- |
| Čita                |      | Rusko    |
| Katar*              |      | Katar    |
| Tuvalu*             |      | Tuvalu   |
| Ena (恵那)          |      | Japonsko |
| Izumi (和泉)        |      | Japonsko |
| Minamisóma (南相馬) |      | Japonsko |

## Osobnosti města
- Takuja Asao (浅尾 拓也, *1984) – profesionální hráč baseballu
- Takeši Jamasaki (山﨑 武司, *1968) – profesionální hráč baseballu
- Júki Kojama (小山 雄輝, *1988) – profesionální hráč baseballu
- Kódži Fukutani (福谷 浩司, *1991) – profesionální hráč baseballu
- Šúdži Deguči (出口 修至, *1948) – astronom, DrSc.
- Rizó Takeuči (竹内 理三, 1907 – 1997) – historik
- Kijofumi Kató (加藤 聖文, *1966) – historik
- Kazuhiro Ozawa (小沢 一敬, *1973) – komik
- Mami Kameoka (亀岡 真) – herečka
- Jošitaka Susanoumi (須佐の湖 善誉, *1972) – zápasník sumó
- Acunori Itó (伊藤 敦規, *1963) – profesionální hráč baseballu
- Ajumi Kinošita (木下 あゆ美, *1982) – herečka
- Rjóhei Abe (阿部 亮平, *1980) – herec
- Tecuja Jamato (大和 哲也, *1987) – kickboxer
- Tadao Ikehata (池端 忠夫, *1922) – profesionální hráč baseballu